# اچ‌ام‌اس مالکوم (دی۱۹)
اچ‌ام‌اس مالکوم (دی۱۹) (به انگلیسی: HMS Malcolm (D19)) یک کشتی بود که طول آن ۳۳۲ فوت ۶ اینچ (۱۰۱٫۳۵ متر) بود. این کشتی در سال ۱۹۱۹ ساخته شد.